# Paharganj
Paharganj ou Pahar Ganj (em hindi: पहाड़गंज; em urdu: پہاڑ گنج; em panjabi: ਪਹਾੜਗਂਜ; tradução literal: "bairro ou mercado montanhoso") é um bairro da cidade indiana de Deli, situado imediatamente a norte de Nova Deli e a sul-sudoeste de Velha Deli, que se estende a oeste da Estação de Nova Deli, a principal estação ferroviária da capital indiana. É uma das três subdivisões administrativas do distrito de Deli Central.
É conhecido pelos inúmeros hotéis e pensões de baixo custo, restaurantes, dhabas (restaurantes de rua) que oferecem comida internacional e de várias partes da Índia, além de todo o tipo de lojas, cujos clientes são viajantes indianos e estrangeiros, nomeadamente mochileiros. Na era mogol era conhecido como Shahganj ou ("mercado do xá/rei").

## História

### Era mogol

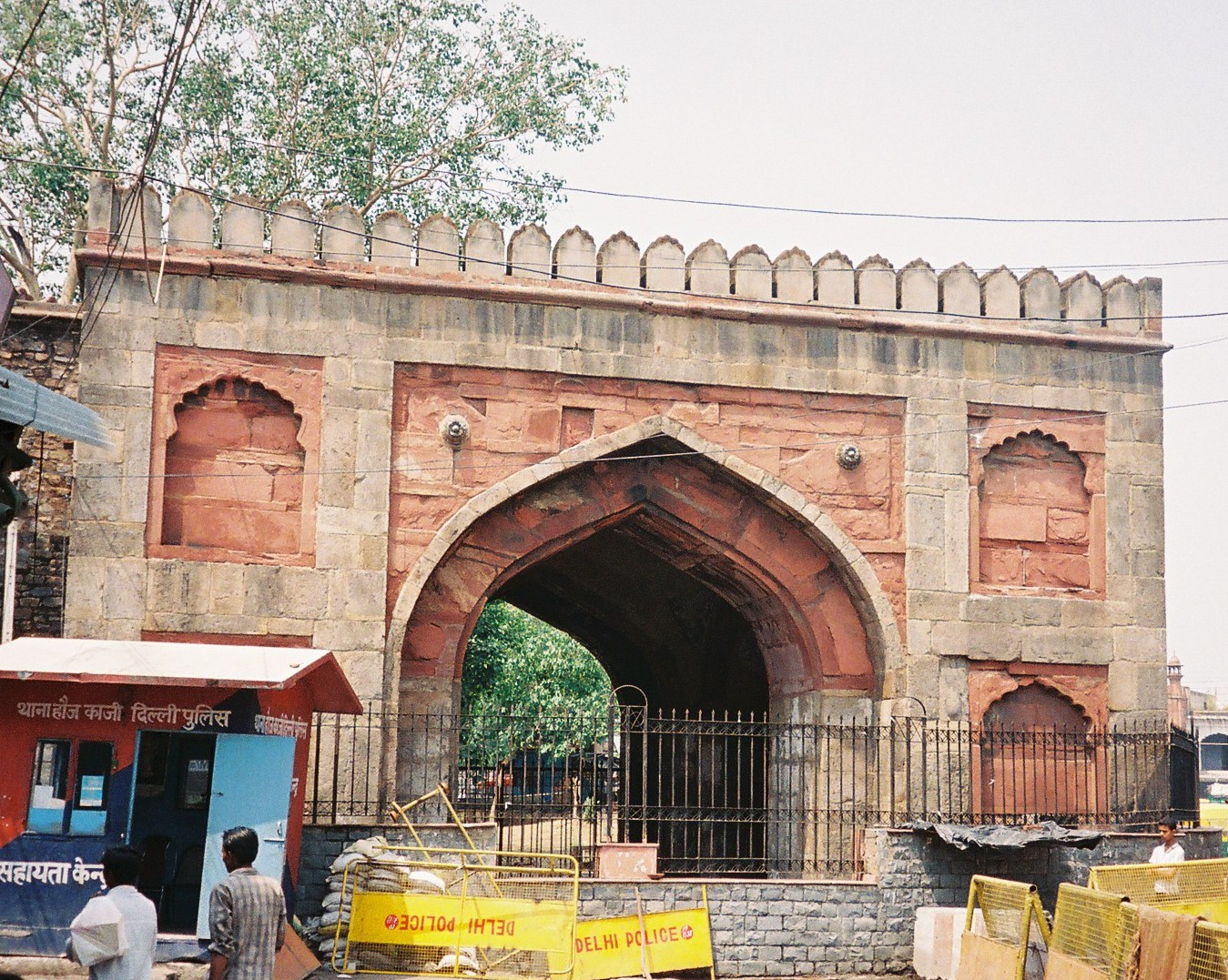
Porta de Ajmer (Ajmeri Gate), outrora o acesso de Paharganj à cidade intramuros

Nos anos a seguir à sua fundação em 1638, durante o reinado de Xá Jeã, Xajaanabade, conhecida atualmente como Velha Deli, a capital do Império Mogol, expandiu-se para fora das muralhas e em pouco tempo metade da sua população vivia extramuros. Em 1739, os subúrbios ocupavam cerca de 730 hectares e incluíam áreas como as atuais Mugalpura, Sabezimandi, Paharganj e Jaisingh Pura. Paharganj tornou-se então uma das almofalas mais importantes de Xajaanabade e, pela sua situação junto ao exterior da Porta de Ajmer da muralha, o bairro era um dos cinco principais mercados de Deli e o único fora das muralhas. Além disso, era o principal mercado de cereais da cidade no século XVIII, onde eram descarregados cereais que vinham pelo rio Yamuna de mercados grossistas e armazéns em Patparganj e Shahdara.
Perto da parte exterior da Porta de Ajmer encontrava-se a alfândega do imperador, onde eram cobradas taxas. Entre Paharganj e a Porta Akbarabadi (Porta de Agra) situava-se Shahganj, outro mercado grossista; no outro lado, na direção do Jantar Mantar, situava-se o Raja Bazar ("mercado do rajá"). De facto, a área de Paharganj também era chamada Shahganj ("mercado do xá/rei") durante o período mogol. O seu nome atual significa literalmente bairro montanhoso (ou do monte), devido à sua proximidade do monte Raisina, onde atualmente se situa Rashtrapati Bhavan, o palácio presidencial. Até 1857, os bairros como Paharganj, Kishenganj e Pahari Dhiraj estavam separados, que nos anos seguintes cresceram e acabaram por se juntar. Por exemplo, Pahari Dhiraj fundiu-se com Sadar Bazaar.
Na década de 1690, Ghaziuddin Khan, um general do imperador mogol Aurangzeb e pai de Asaf Jah I, o fundador do Estado de Hyderabad, fundou a madraça Ghaziuddin Khan. Essa escola islâmica viria a dar origem ao atual Colégio Zakir Husain, uma faculdade da Universidade de Deli que em 1986 foi transferida para um novo edifício fora da Porta Turkman. O edifício da antiga madraça alberga atualmente uma residência do colégio e o mausoléu de Ghaziuddin.

### Século XX pré-independência

Chai-Tuti-Chowk, Bazar Principal de Paharganj, com a Qazi Wali Masjid (Mesquita de Qazi Wali) ao fundo

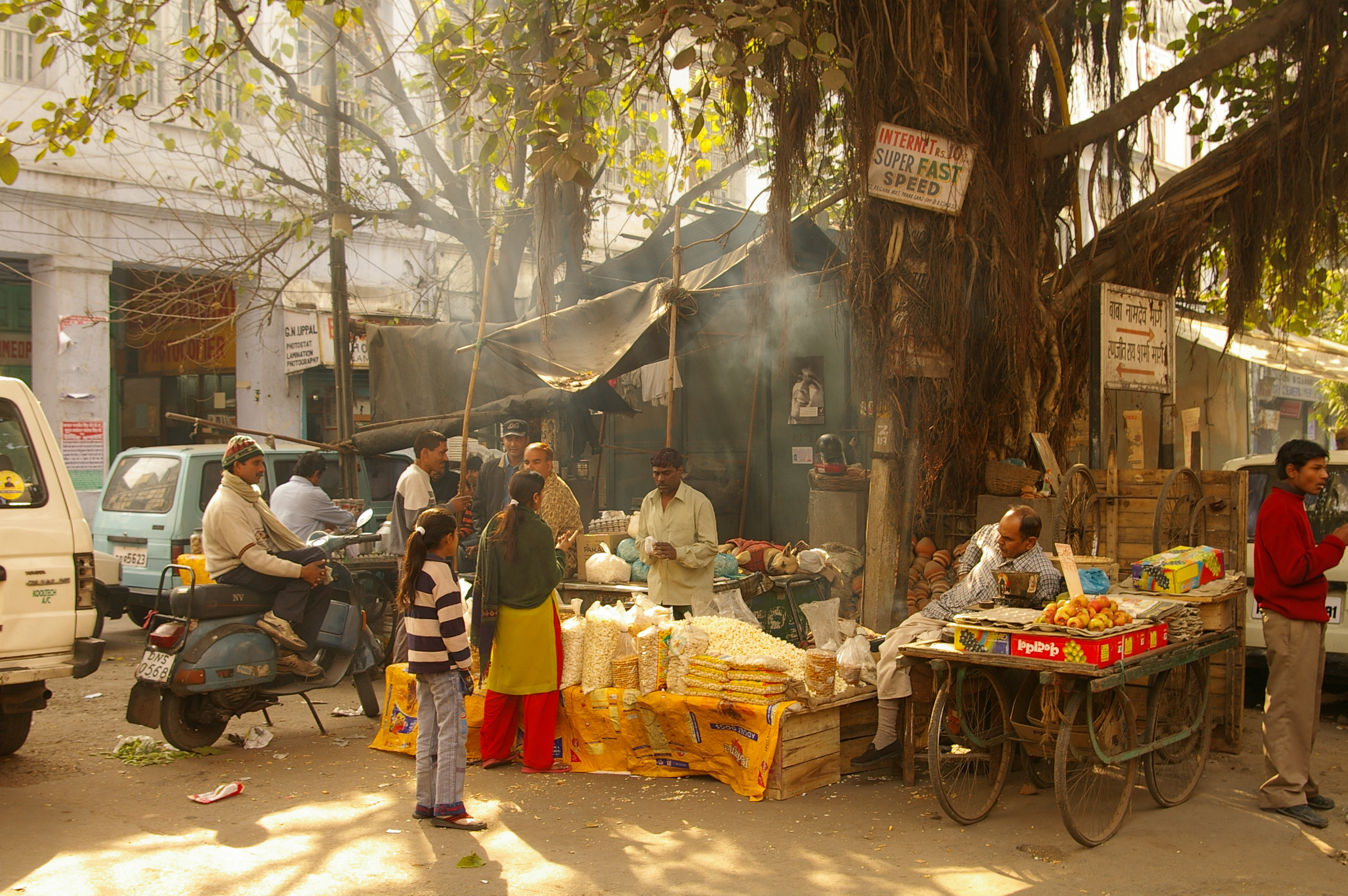
Bazar Principal de Paharganj

Durante a construção da chamada Deli de Lutyens, na década de 1920, a área de Paharganj desenvolveu-se substancialmente. Um dos legados desse período é o antigo Teatro Imperial, erigido em 1930. Nessa época a área vizinha de Jaisinghpura, onde atualmente se encontra a gurdwara (templo sique) Bangla Sahib, Madhoganj e Raja ka Bazaar foram demolidas para dar lugar à zona comercial de Connaught Place. O "Comité da Cidade de Deli para o planeamento da nova capital imperial" (Delhi Town Planning Committee on the planning of new Imperial capital), presidido por George Swinton e do qual eram membros o engenheiro John Alexander Brodie e o arquiteto Edwin Lutyens, no seu relatório de junho de 1912 propôs um plano no qual se previa a inclusão de Paharganj e de Sadar Bazaar na nova cidade imperial em construção. No entanto, o plano foi rejeitado pelo vice-rei, devido ao elevado custo das expropriações. O eixo central de Nova Deli, que se estende para leste a partir da Porta da Índia, conforme os projetos iniciais deveria ser orientado na direção norte-sul, ligando a Casa do Vice-Rei (atual Rashtrapati Bhavan) a Paharganj.
Gradualmente, Chai-Tuti-Chowk (ou Cheh Tuti Chowk ou Six Tuti Chowk), cujo nome se deve ao facto de no passado ali existirem seis bicas de água para uso público, desenvolveu-se como uma praça de comércio importante, com lojas de venda de tecidos e roupa em volta dela. Antes da inauguração de Nova Deli em 1931, a Estação de Nova Deli foi aberta com apenas uma plataforma junto à Porta de Ajmer em 1926. Antes disso, a Estação de Velha Deli servia toda a cidade. Isso mudou indelevelmente a paisagem de Paharganj e devido ao afluxo de viajantes começaram a aparecer na área pequenos restaurantes e alojamentos residenciais temporários.
A célebre dhaba Shri Nand Lal Sharma foi ali estabelecida em 1928; o filho do fundador construiu no mesmo local um hotel de três andares, O Metropolis, atualmente gerido pelo neto e popular principalmente pelo restaurante do último andar, onde ainda são servidas várias especialidades russas. O Cinema Sheela em Paharganj foi o primeiro a ter um ecrã de 70 mm, antes ainda da abertura em 1945 do Cinema Odeon em Connaught Place. Outros cinemas célebres de Paharganj eram o "Imperial e o Khanna.
No início do século XX o mercado de cereais da era mogol já tinha desaparecido, mas os principais mercados em Deli de materiais de construção, nomeadamente cimento, madeira e aço situavam-se em Paharganj. Em 1947, a maior parte deles já tinha sido transferida para outras partes da cidade e com o tempo, o bairro tinha-se tornado uma área residencial e comercial densamente povoada, repleta de hotéis e restaurantes de baixo custo. Gradualmente, praticamente toda a atividade económica se virou para o turismo.
Durante o extenso período de luta pela independência da Índia, ocorreram várias revoltas em Paharganj, como durante o Movimento Quit India de agosto de 1942, quando os quartéis britânicos perto do bairro foram atacados e os soldados foram expulsos, tendo-se refugiado no bangaló de um indiano, onde atualmente se situa a estação de correios de Paharganj. Nessa ocasião foram também atacados e incendiados cinco postos de cobrança de taxas.

### Pós-independência

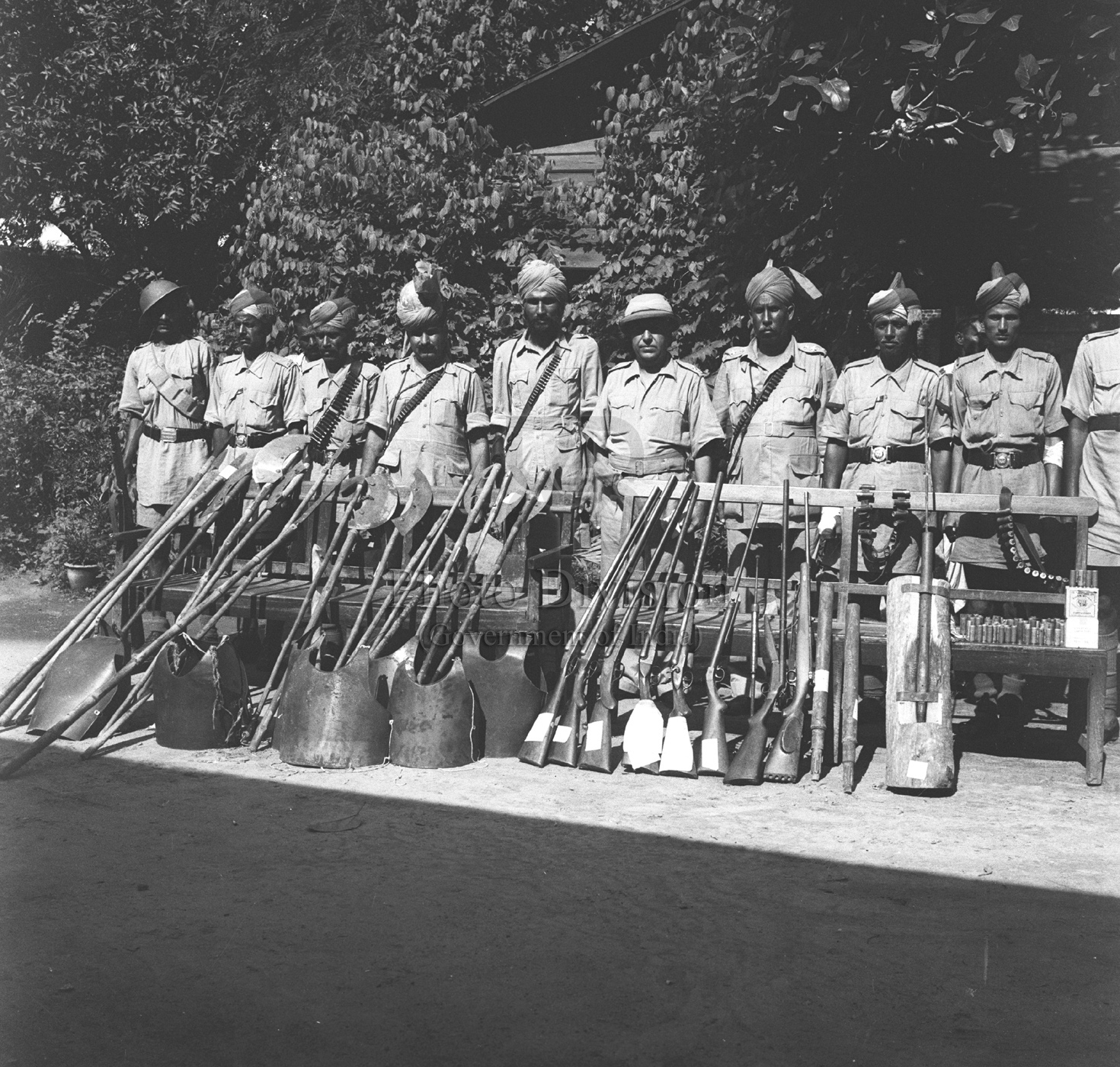
Armas apreendidas a muçulmanos numa fotografia de 25 de setembro de 1947

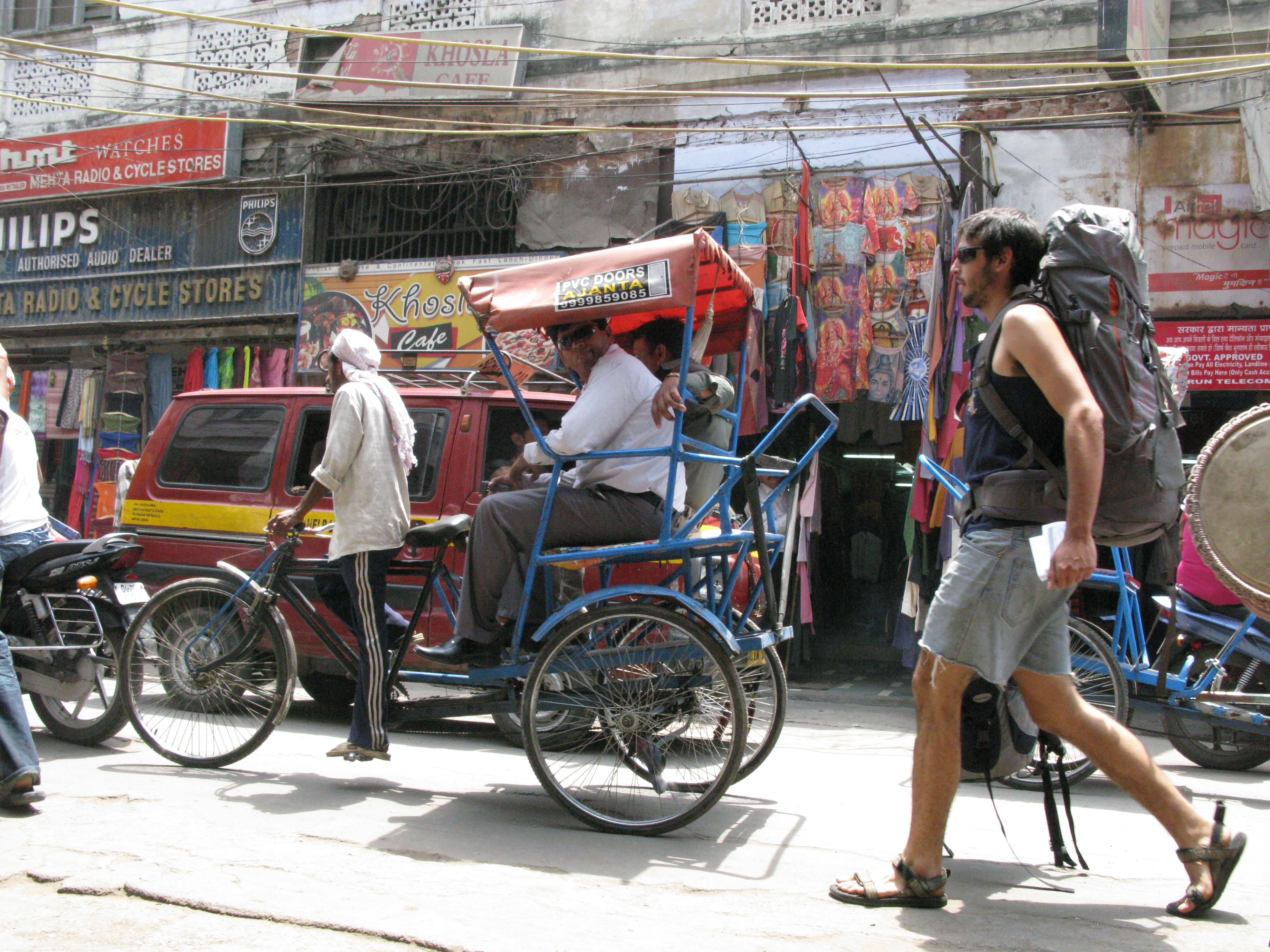
Mochileiro em Paharganj

Durante a Partição da Índia, em 1947, houve novamente grandes tumultos na área e subsequentemente houve um vasto afluxo de refugiados hindus vindos do Paquistão, aos quais foram atribuídas lojas e outros pequenos estabelecimentos, que contribuíram para o desenvolvimento comercial da área.[carece de fontes?]
Com a chegada do movimento hippie à Índia na década de 1970, Paharganj passou a fazer parte da hippie trail e um local muito procurado por hippies, mochileiros e estudantes para alojamento perto de Connaught Place e da Estação de Nova Deli. Gradualmente, os hotéis e pensões expalharam-se até à área de Ram Nagar e ao longo da Deshbandhu Gupta Road. Essa situação mantém-se na atualidade, existindo em Paharganj numerosos hotéis de baixo custo, cafés e restaurantes especializados em cozinhas internacionais, além de imensos cibercafés. O bairro é a área de maior concentração de hotéis para turistas estrangeiros que procuram alojamentos de baixo preço. No bairro há uma Casa Chabad, frequentada por numerosos turistas judeus e israelitas e várias padarias alemãs (German Bakery(ies)).
Com os congestionamentos, a proliferação de bares ilegais e de outras atividades ilegais, como tráfico de droga, a área tornou-se também um local de elevada criminalidade e um refúgio de criminosos. No bairro há abrigos e casas para crianças de rua e crianças trabalhadoras, geridas pelo Salaam Baalak Trust, uma organização não governamental fundada em 1988, que também promoveu o "Salaam Baalak City Walk - New Delhi", um circuito turístico através das áreas de Paharganj e da Estação de Nova Deli cujos guias são ex-crianças de rua acolhidas pela instituição. O circuito tinha como objetivo sensibilizar para a vida de rua e para as problemáticas das crianças de rua e da sociedade indiana em geral.
A primeira explosão dos atentados de 29 de outubro de 2005 ocorreu no bazar principal de Paharganj, durante um período de grande atividade de compras, devido ter sido antes do grande festival hindu do Diwali.
No âmbito da preparação dos Jogos da Commonwealth de 2010, em 2009 foi levado a cabo um extenso programa de reabilitação do bairro pela Corporação Municipal de Deli, no qual foram gastos 800 milhões de rupias (11,7 milhões de euros; 34,6 milhões de reais), que abrangeu 56 ruas e avenidas, onde se esperava que 500 hotéis e pensões alojassem os visitantes do evento. Algumas lojas foram demolidas em áreas como o Bazar Principal e nos mercado de Ram Nagar e de Amrit Kaur, cuja arquitetura foi uniformizada. Todas as ruas foram reconstruídas, tendo sido todas pavimentadas e dotadas de passeios, para ter a área descongestionada em setembro de 2010. No entanto, em dezembro de 2010 foi noticiado que cerca de 25% dos alojamentos turísticos de Paharganj não cumpriam os códigos de construção e higiene e por isso corriam riscos de ser encerrados.
Em termos administrativos, o bairro faz parte da zona de Sadar-Paharganj, uma das 7 zonas administrativas da Corporação Municipal de Deli Norte.

## Monumentos históricos

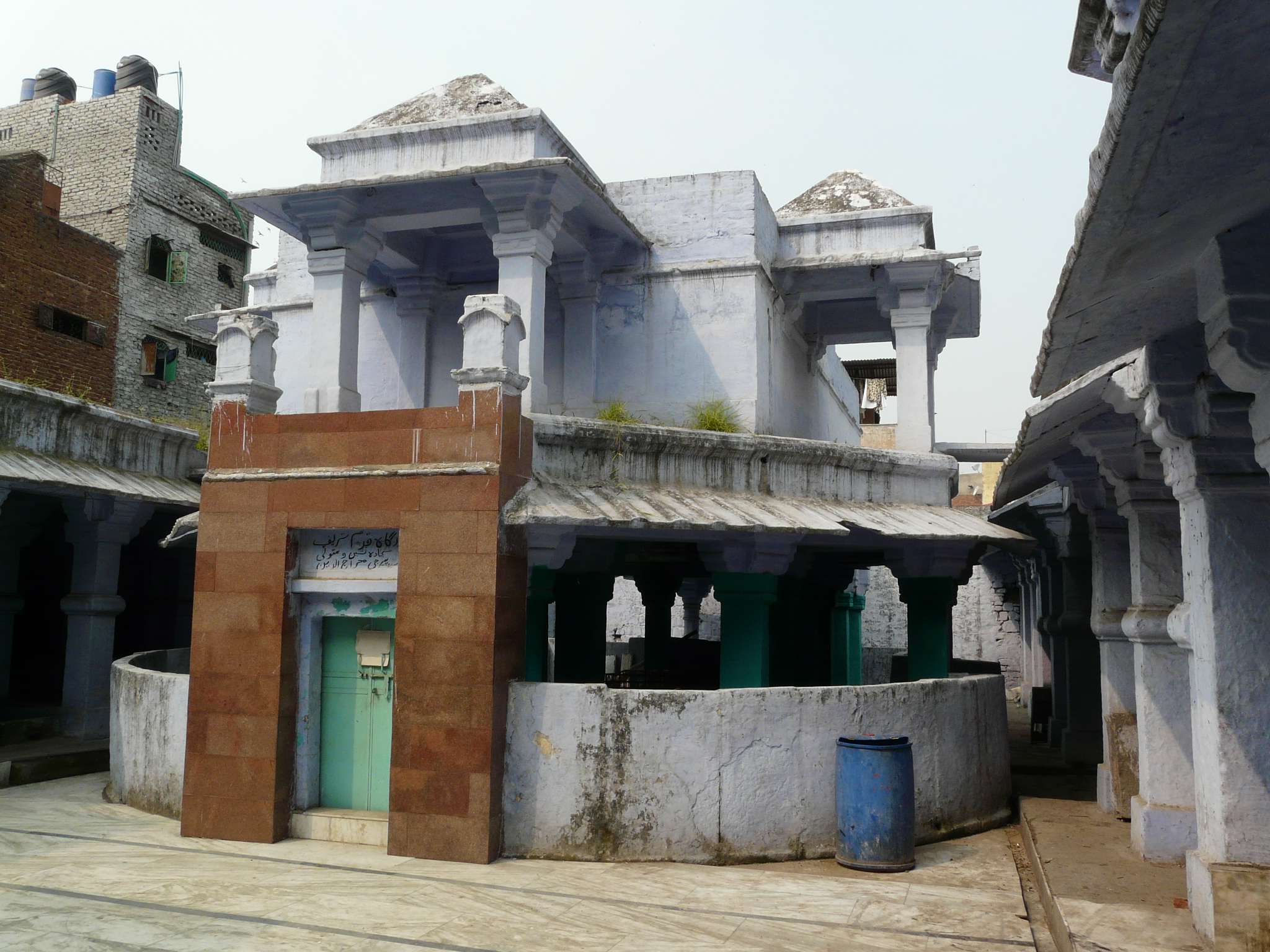
Dargah de Qadam Sharif

- O Dargah de Qadam Sharif — é dedicado à pegada do Profeta Maomé (Qadam Rasul, "Pegada do Mensageiro") e foi originalmente construído por Firuz Shah Tughlaq, sultão de Deli entre 1351 e 1388.[33][34]
- A Qazi Wali Masjid (Mesquita de Qazi Wali) é conhecida pelos seus relevos intricados e portais em arco.[35]
- O túmulo de Zauq, o poeta laureado e académico da corte mogol situa-se num dos becos de Paharganj. Foi restaurado no início da década de 2000, por ordens do Supremo Tribunal. O poeta viveu perto de Nabi Karim e morreu em 1854, mas a sua casa não foi identificada.[36]

## Na cultura popular
O ambiente turístico de Paharganj foi retratado em vários filmes, nomeadamente em Holy Smoke (1999), protagonizado por Kate Winslet, que tem partes filmadas num hotel de Paharganj em setembro de 1998. Em 2008, parte do filme hindi Dev.D, realizado por Anurag Kashyap, foi filmado no bairro, mostrando o lado sórdido da indústria hoteleira local, desde prostituição da tráfico de droga.